# ولسوالی مایمی
ولسوالی درواز پایین (مایمی) یکی از ۲۷ ولسوالی‌های ولایت بدخشان افغانستان است. از ولسوالی درواز در سال ۱۳۷۴خ جدا گردیده که به فاصلۀ ۳۲۰ کیلومتری به طرف شمال شهر فیض‌آباد جای دارد. جمعیت آن ۲۲٬۰۰۰ نفر در ۷۱ قریه و با مساحت ۱٬۱۸۰ کیلومتر مربع بوده، که دارای هوای مطبوع و خوشی است.
بیشتر مردمان این منطقه کشاورز هستند. گندم، جو، هندوانه، خربزه، زردآلو، گردو، سیب، توت سفید، آلبالو، گیلاس و ناک از میوه‌های این منطقه است. بیابان‌ها، علفزارها، چشمه، جویبارها و آبشارهای زیبا به زیبایی‌های این منطقه افزوده است. خانه‌‌ها در این منطقه اغلب سفید و دارای دو طبقه و حیاط‌های بزرگ است. راه مواصلاتی تا هنوز به این ولسوالی وصل نگردیده است.
این ولسوالی متصل است از شرق با آمودریا مرز ولایت مختار کوهستان بدخشان جمهوری تاجیکستان، غرب ولسوالی نسی درواز، شمال رود آمو مرز ولایت مختار کوهستان بدخشان و جنوب ولسوالی شغنان، ارغنج‌خواه و کوف‌آب.
باشندگان این ولسوالی به زبان دری و با لهجۀ خاص گپ می‌زنند. مردمان این دیار مسلمان سنی و اسماعیلیه هستند.

## قریه جات (دهستان‌ها)
۱-شرست ۲ - راون شرست ۳- پنجه مرد ۴- با خرسک ۵- مداخرس ۶- پرابیر ۷- دره شیر۸- توپ دره۹- روبج ۱۰- ورخک ۱۱- خوف تنگ شیو ۱۲- گندم علی ۱۳- رتاو ۱۴- صدوکد ۱۵- راون ۱۶- وُسن ۱۷- زیچرو۱۸- ذگی ابدال۱۹- بالا ۲۰- سرچشمه ۱۲- برچوت ۲۲- کشوج۲۳- ونویج ۲۴- پیتاو۲۵- بگوئی ورو۲۶- غومی ۲۷- آینه مسجید ۲۸- برغد ۲۹- بگوغومی ۳۰- آمرن ۳۱- جامرچ  بالا۳۲- تیرگون ۳۳ قبادی ۳۴- باغ تگ ۳۵-خردیشه ۳۶- بنی کمر۳۷- رباتک ۳۸- کویده ۳۹- زنیف ۴۰- سری کوتل ۴۱- سرای در۴۲- سرای بلند۴۳- موتک ۴۴- سفید سنک۴۵- خوف ورفد ۴۶- ملو۴۷- جاشتک ۴۸- راوند ۴۹- وند ۵۰- میرک ۵۱- ورفد ۵۲- پان شهر۵۳- ایف دون ۵۴- وریس ۵۵- دُرس ۵۶- خوغز ۵۷- چارباغ ۵۸- غزدره ۵۹- کشت گاه ۶۰- زرویک ۶۱- خاوا ۶۲- ودا ۶۳- کیشکو۶۴- مدیدم۶۵- واد ودگ ۶۶- اوزبی۶۷- لوله ۶۸ ورگون ۶۹- آوبند ۷۰- سنگاب ۷۱- اوزکد ۷۲- بشینج ۷۳- غوژ ۷۴- ماه نو

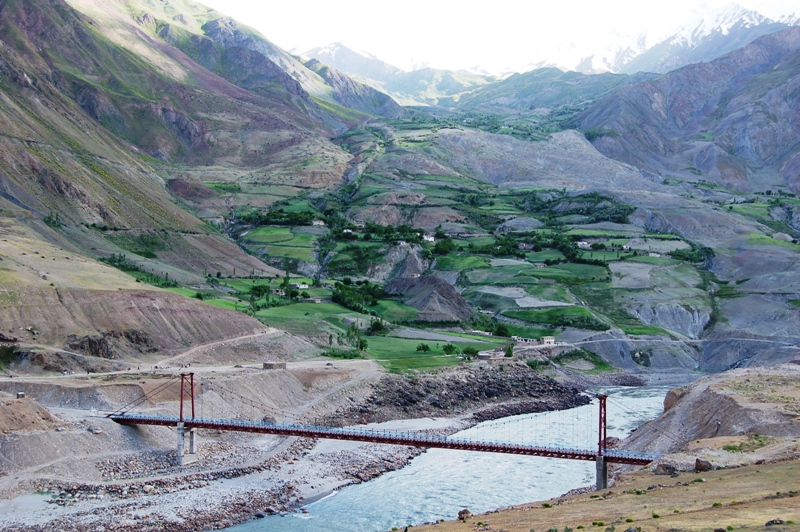
پل دوستی بین افغانستان و تاجیکستان بر فراز رود پنج، در منطقه ونج، و مایمی

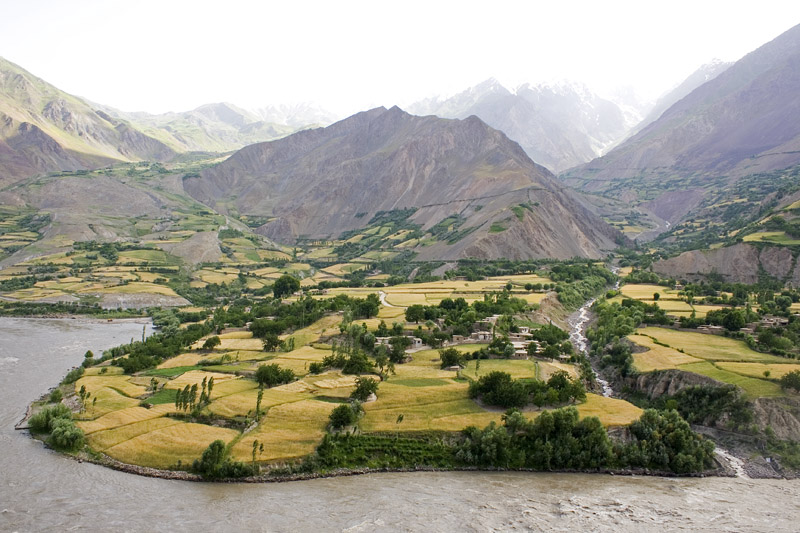
نمای از جامرچ بالا شهرستان مایمَی، درواز استان بدخشان